# Tridentodillo squamosus
Tridentodillo squamosus är en kräftdjursart som beskrevs av Jackson 1933B. Tridentodillo squamosus ingår i släktet Tridentodillo och familjen Armadillidae. Inga underarter finns listade i Catalogue of Life.